# Christianisme au Turkménistan

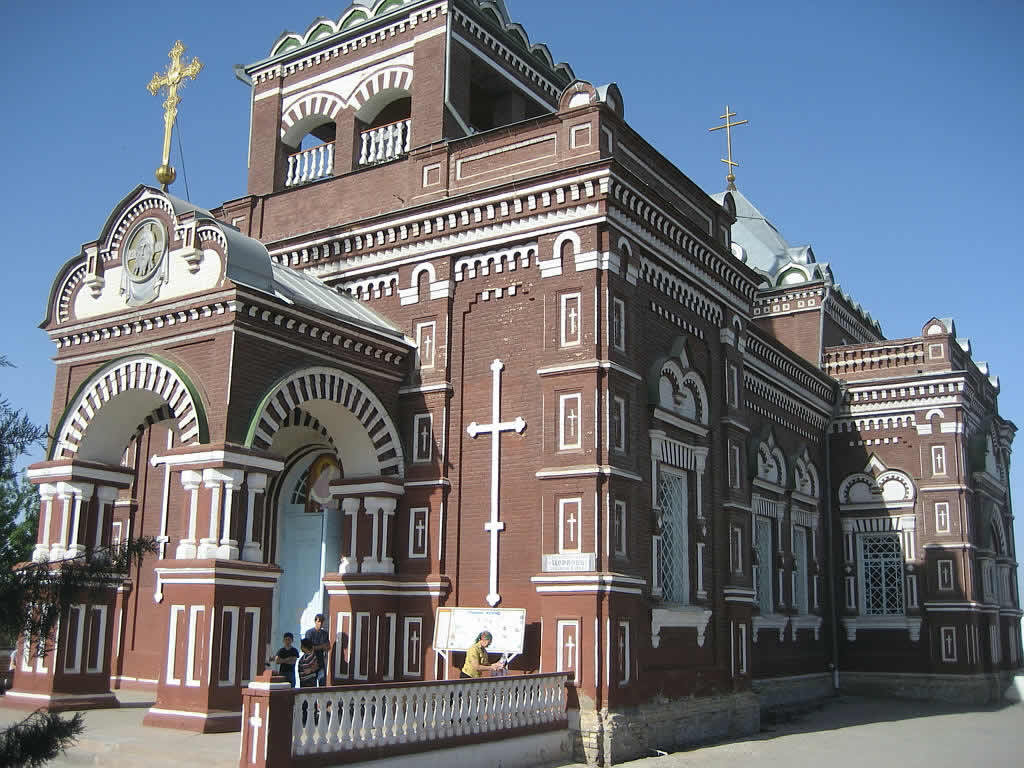
Église orthodoxe de la Protection de la Mère de Dieu à Mary, Turkménistan.

Au Turkménistan, environ 9 % des personnes pratiquant une religion sont des chrétiens. Bien que la constitution garantisse la liberté religieuse, le Département d'État des États-Unis fait état de pressions exercées à l'encontre des chrétiens par les autorités et d'un non-respect de la liberté religieuse. L'organisation Portes Ouvertes parle quant à elle de Bibles saisies, de pressions sur les nouveaux convertis de la part des autorités et des mollahs et de tortures.

## Église orthodoxe russe
Les membres de l'église orthodoxe russe constituent la minorité religieuse la plus importante du pays (9 % de la population), sous la juridiction de l'archevêché russe orthodoxe de Tachkent (en Ouzbékistan).
L'église orthodoxe russe fait partie des mouvements religieux enregistrés auprès du gouvernement. D'après l'Institute for War and Peace Reporting, ses fidèles font l'objet de nombreuses pressions et discriminations.

## Autres dénominations
Depuis 2003, tous les groupes religieux sont soumis à une obligation d'enregistrement, sous peine d'interdiction de leurs activités. D'après le département d'État américain, plusieurs mouvements chrétiens minoritaires n'auraient pas suivi cette injonction : une petite population d'origine allemande, luthérienne, une église évangélique chrétienne baptiste…
D'autres mouvements chrétiens, comme l'Église adventiste du septième jour, l'Église de la grâce plus grande du Turkménistan, l'Église Internationale du Christ, l'Église néo-apostolique du Turkménistan, l'Église chrétienne de l'Évangile du Turkménistan (pentecôtistes) ainsi que l'Église de la lumière de l'Est (église pentecôtiste de Dashoguz), se sont enregistrés auprès des autorités.